# Џамија султана Сулејмана Величанственог у Београду
Џамија султана Сулејмана Величанственог била је једна од београдских џамија на Горњем граду на Дорћолу, а први пут се помиње у турском документу из 1630. године.

## Опште информације
За време турске владавине постојале су три џамије султана Сулејмана Величанственог, а као највећа и најлепша истицала се џамија у близини Дефтердарове капије, изнад чесме Мехмед-паше Соколовића. Отомански путописац Евлија Челебија описује ову џамију на следећи начин : „Ту има Сулејман-ханова џамија која је покривена плавим оловом. То је врло светла џамија са елегантним, високим и симетричним минаретом који је диван као допуштена магија”.
Неимар ове џамије био је Мимар Синан који је за ову џамију истакао : „С овим минаретом у земљи алманској у Београду, главном граду Унђуровине (Угарске), показао сам врхунац свог мајсторства. То је велика вештина. Нека остали неимари, ако могу, направе бар од дрвета овакав уметнички изграђен минарет'. Ето тако је витак и висок овај муслимански минарет.”
Грађена је као једнопросторна поткуполна џамија класичног цариградског стила са виском и витким минаретом.
Џамија Сулејмана Величанственог налазила се у близини чесме Мехмед-паше Соколовића, а испред михраба ове џамије налазио се један зид, описан да је био „тврд као да га је градио Шедад”. Због близине чесме, могуће да се она користила за абдест.
У 18. веку ова џамија се помиње у турском документу из 1630. године, где се назива Царевом. Исто тако ју је називао Хаџи Калфа, а 1663. године према Отендорфу је била једина џамија у Горњем граду на Дорћолу.
Није познато како је џамија нестала, ако је нису срушили Аустријанци током двогодишње владавине тврђавом (1688—1690), онда је страдала у експлозији барутног магацина у цитадели 8. октобра 1690. године, када је цео унутрашњи град са дворцем деспота Стефана Лазаревића сравњен са земљом. Према Елезовићу, ова џамија постојала је до 1716. године, јер је у њеном дворишту те године сахрањен Дамат Али-паша. Сретен Поповић каже да је после 1717. године претворена у католичку цркву. Приликом темељне реконструкције тврђаве 1720-1736. године, тај део горњоградског платоа су Аустријанци снизили за неколико метара и нивелисали га на данашњи ниво. Том приликом „ископани“ су и темељи џамије тако да се данас не може са сигурношћу рећи где се тачно налазила ова џамија.